# أورلاندو غارسيا فلوريس
أورلاندو غارسيا فلوريس (بالإسبانية: Orlando García Flores)‏ هو سياسي مكسيكي، ولد في 14 يونيو 1965 في ولاية نويفو ليون في المكسيك. حزبياً، نشط في حزب العمل الوطني. وقد انتخب عضو مجلس النواب المكسيك.